# Arenicolides ecaudatus
Arenicolides ecaudatus är en ringmaskart som först beskrevs av Mesnil 1897.  Arenicolides ecaudatus ingår i släktet Arenicolides och familjen Arenicolidae. Inga underarter finns listade i Catalogue of Life.